# Zonsverduisteringen van 2061 t/m 2070
De periode 2061 t/m 2070 bevat 23 zonsverduisteringen. Deze zijn onderverdeeld in de volgende typen:
- 6 totale
- 6 ringvormige
- 1 hybride
- 10 gedeeltelijke

## Overzicht
Onderstaand overzicht bevat alle details van deze zonsverduisteringen.
| Datum        | UTC op Max | Type         | Stijl                    | Saros nr | Magni- tude | Lengte op Max | Regio's in het gehele eclipsgebied                           | Regio's met het eclipspad                                                                  |
| ------------ | ---------- | ------------ | ------------------------ | -------- | ----------- | ------------- | ------------------------------------------------------------ | ------------------------------------------------------------------------------------------ |
| 20 apr. 2061 | 02:56:49   | totaal       | centraal                 | 149      | 1.048       | 02m37s        | Azië. Midden Oosten, Noord-Amerika                           | Kazakhstan, Rusland                                                                        |
| 13 ok. 2061  | 10:32:09   | ringvormig   | centraal                 | 154      | 0.947       | 03m41s        | zuidpoolgebied, Zuid-Amerika                                 | zuidpoolgebied, Argentinië, Chili                                                          |
| 11 mrt. 2062 | 04:26:15   | gedeeltelijk |                          | 121      | 0.933       | -             | zuidpoolgebied, Australië, Nieuw-Zeeland                     |                                                                                            |
| 3 sep. 2062  | 08:54:26   | gedeeltelijk |                          | 126      | 0.975       | -             | Groenland, Europa, Azië                                      |                                                                                            |
| 28 feb. 2063 | 07:43:29   | ringvormig   | centraal                 | 131      | 0.929       | 07m41s        | Afrika, Indië, Zuidoostelijk Azië, zuidpoolgebied, Australië | Indische Oceaan, Indonesië, Maleisië                                                       |
| 24 aug. 2063 | 01:22:10   | totaal       | centraal                 | 136      | 1.075       | 05m49s        | Azië, Central Stille Oceaan                                  | China, Mongolia, Japan, Central Stille Oceaan                                              |
| 17 feb. 2064 | 07:00:23   | ringvormig   | centraal                 | 141      | 0.926       | 08m56s        | Afrika, Azië                                                 | Zaire, Zambia, Tanzania, India, Nepal, Bangladesh, Bhutan, China                           |
| 12 aug. 2064 | 17:46:05   | totaal       | centraal                 | 146      | 1.049       | 04m28s        | Noord-Amerika, Zuid-Amerika, zuidpoolgebied                  | Central Stille Oceaan, Chili, Argentinië                                                   |
| 5 feb. 2065  | 09:52:25   | gedeeltelijk |                          | 151      | 0.912       | -             | Noordelijk Afrika, Europa, West Azië                         |                                                                                            |
| 3 juli 2065  | 17:33:52   | gedeeltelijk |                          | 118      | 0.164       | -             | Noordelijk Europa, Rusland                                   |                                                                                            |
| 2 aug. 2065  | 05:34:16   | gedeeltelijk |                          | 156      | 0.490       | -             | zuidpoolgebied, South Afrika, Madagaskar                     |                                                                                            |
| 27 dec. 2065 | 08:39:55   | gedeeltelijk |                          | 123      | 0.877       | -             | Chili Argentinië, zuidpoolgebied, Australië                  |                                                                                            |
| 22 juni 2066 | 19:25:47   | ringvormig   | centraal                 | 128      | 0.943       | 04m40s        | Noord-Amerika, Noordelijk Europa, Noordelijk Azië            | Rusland, Alaska, Canada                                                                    |
| 17 dec. 2066 | 00:23:39   | totaal       | centraal                 | 133      | 1.042       | 03m14s        | Australië, zuidpoolgebied, Nieuw-Zeeland                     | Australië, Nieuw-Zeeland, South Stille Oceaan                                              |
| 11 juni 2067 | 20:42:26   | ringvormig   | centraal                 | 138      | 0.967       | 04m05s        | Noord-Amerika, Zuid-Amerika                                  | Central Stille Oceaan, Ecuador, Peru                                                       |
| 6 dec. 2067  | 14:03:42   | hybride      | centraal                 | 143      | 1.001       | 00m08s        | Noord-Amerika, Zuid-Amerika, Afrika, Zuidelijk Europa        | Honduras, Nicaragua, Colombia, Venezuela, Guyana, Brazilië, Nigeria, Cameroon, Chad, Sudan |
| 31 mei 2068  | 03:56:39   | totaal       | centraal                 | 148      | 1.011       | 01m06s        | Indië, Australië, zuidpoolgebied                             | Australië, Nieuw-Zeeland                                                                   |
| 24 nov. 2068 | 21:32:29   | gedeeltelijk |                          | 153      | 0.911       | -             | Noord-Amerika, Rusland                                       |                                                                                            |
| 21 apr. 2069 | 10:11:08   | gedeeltelijk |                          | 120      | 0.899       | -             | Europa, Azië, Noordelijk Afrika, Noord-Amerika               |                                                                                            |
| 20 mei 2069  | 17:53:17   | gedeeltelijk | eerste eclips Sarosserie | 158      | 0.088       | -             | Zuid-Amerika, zuidpoolgebied                                 |                                                                                            |
| 15 okt. 2069 | 04:19:56   | gedeeltelijk |                          | 125      | 0.530       | -             | zuidpoolgebied                                               |                                                                                            |
| 11 apr. 2070 | 02:36:09   | totaal       | centraal                 | 130      | 1.047       | 04m04s        | Azië, Indië, Noordelijk Noord-Amerika                        | Sri Lanka, Myanmar, Thailand, Laos, Vietnam, Filipijnen, Alaska, Canada                    |
| 4 okt. 2070  | 07:08:56   | ringvormig   | centraal                 | 135      | 0.973       | 02m44s        | Afrika, zuidpoolgebied, Australië                            | Angola, Zambia, Zimbabwe, Mozambique, Madagaskar                                           |

### Legenda
| Kolomhoofd                         | Uitleg                                                                                                |
| ---------------------------------- | --- |
| Datum                              | Datum op het moment van het maximum van de eclips                                                     |
| UTC op Max                         | Tijd in UTC op het moment van het maximum van de eclips                                               |
| Type                               | Type van de eclips                                                                                    |
| Stijl                              | Binnen een type zijn verschillende stijlen mogelijk                                                   |
| Sarosnr                            | Het nr van de sarosreeks waartoe de eclips behoort                                                    |
| Magnitude                          | Percentage van verduistering van de middellijn van de zon op het moment van het maximum van de eclips |
| Lengte op Max                      | Tijdsduur van de eclips op de plek met het maximum                                                    |
| Regio's in het gehele eclipsgebied | Gebieden waar de eclips of een gedeelte ervan te zien is                                              |
| Landen met het eclipspad           | Landen waar de eclips totaal of ringvormig te zien is                                                 |